# 亞布盧奇内 (奧赫特爾卡區)
50°18′7″N 35°14′39″E / 50.30194°N 35.24417°E
亞布盧奇內（羅馬化：Yabluchne）是位於烏克蘭東北部的村莊，由蘇梅州奥赫蒂尔卡区的基里基夫卡市鎮負責管轄。該村處於里亞比納河左岸，距離邁西克和里亞比納1.5公里，海拔高度117米，2001年人口1,135。